# Knischatiria longispina
Knischatiria longispina är en spindelart som beskrevs av Jörg Wunderlich 1995. Knischatiria longispina ingår i släktet Knischatiria och familjen täckvävarspindlar. Inga underarter finns listade i Catalogue of Life.